# Хлопчик, що гукав про вовка

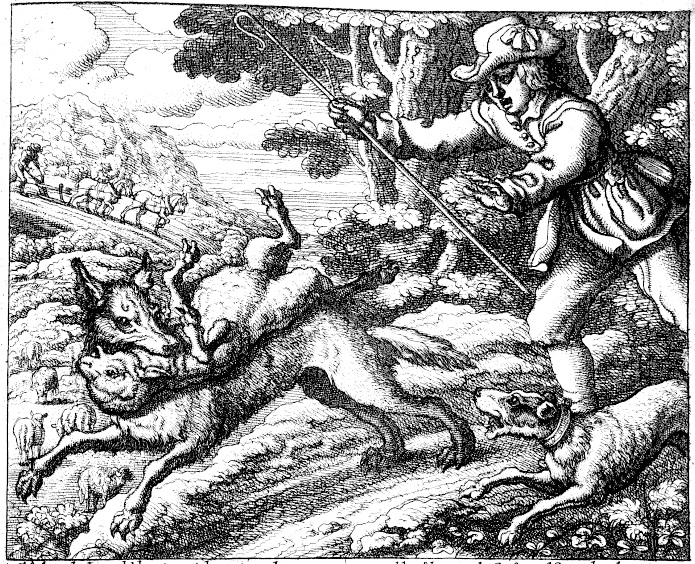
Ілюстрація байки Френсіса Барлоу, 1687 рік

«Хлопчик, що гукав про вовка» — одна з найвідоміших байок Езопа, під номером 210 згідно з Індексом Перрі. Від неї походить англійська ідіома «to cry wolf», яка означає «підіймати фальшиву тривогу» в Словнику фраз і байок Брюера і збережена Оксфордським словником англійської мови як «стверджувати неправильно, а згодом наступні вже правдиві твердження не сприймаються достовірними».

## Байка
Історія розповідає про парубка-пастуха, який неодноразово обманює селян, змушуючи їх думати, що вовк нападає на отару міста. Коли з'являється справжній вовк і хлопець кличе на допомогу, селяни вважають, що це чергова фальшива тривога, і вовк зжирає овець. У більш пізній англомовній поетичній версії байки вовк також з'їдає і пастушка. Це в «Байках для П'ятирічних» (1830) Джона Хукема Фрера, у "Езопі та Гісопі" Вільяма Еллері Леонарда (1912) та у вірші Луї Унтермейєра 1965 року.
Мораль, викладена в кінці грецької версії, така: «це показує, як винагороджуються брехуни: навіть якщо вони говорять правду, їм все одно ніхто не повірить». Це перегукується з висловлюванням, приписані Арістотелю Діогеном Лаерцієм у його «Життях і поглядах видатних філософів», у якому мудреця запитали, що отримують від цього ті, хто брешуть, і він відповів, «що коли вони кажуть правду, їм не вірять». Вільям Кекстон так само завершує свою версію зауваженням, що «люди ані трохи не вірять тому, хто відомий як брехун».

## Історія
Історія походить із класичних часів, але, оскільки вона була записана лише грецькою мовою і не перекладена на латину до 15 століття, вона почала набирати популярність лише після того, як з'явилася в збірці байок Генріха Штайнговеля та поширилася рештою Європи. Через це узгодженої назви твору не було. Кекстон називає її «Про дитину, яка стерегла овець» (1484), Ієронім Осій «Хлопчик, що брехав» (" De mendace puero ", 1574), Френсіс Барлоу «Про пастуха і фермерів» (" De pastoris puero et agricolis ", 1687), Роджер Л'Естранж «Парубок і фальшиві тривоги» (1692) і Джордж Файлер Таунсенд «Хлопчик-пастух і вовк» (1867). Саме під кінцевою назвою Едвард Г'юз вказав її як першу з десяти Пісень із «Байок Езопа» для дитячого вокалу і фортепіано у поетичній версії Пітера Вестмора (1965).
Вчителі використовували цю байку як повчання про те, що потрібно казати лише правду. Позаяк навчальний експеримент у першому десятилітті 21-го століття показав, що ознайомлення з байкою «Хлопчик, що гукав про вовка» збільшує ймовірність того, що діти будуть брехати; однак знайомство з «Джордж Вашингтон та вишневе дерево», різко зменшило цю ймовірність. Отже, отриманий результат описаної поведінки став ключем для виховання моральності молоді. Втім, коли мова йде про моральну поведінку дорослих, Семюел Кроксалл запитує, посилаючись на політичне панікерство, «якщо ми стурбовані фальшивою небезпекою для суспільства, поки ґвалт не стане достатньо постійним і набридливим, чи можна очікувати, що ми будемо знати коли боронитись насправді?» .